# Леонель Фернандес Рейна
Леонель Антоніо Фернандес Рейна (ісп. Leonel Antonio Fernández Reyna; *26 грудня 1953, Санто-Домінго) — домініканський політик, президент Домініканської Республіки з 16 серпня 1996 до 16 серпня 2000 та з 16 серпня 2004 до 16 серпня 2012 року.
Народився в Санто-Домінго, дитинство і юність провів в Нью-Йорку, США. Був вибраний президентом в 1996 і, після чотирилітньої перерви, переобраний на другий термін в 2004. Після виборів 16 травня 2008 року був переобраний на третій термін. 2012 року програв вибори Даніло Медіні.